# Saint-Maur-des-Fossés-Ouest (tổng)
Tổng Saint-Maur-des-Fossés-Ouest là một tổng thuộc tỉnh Val-de-Marne trong vùng Île-de-France.

## Các xã
Tổng Saint-Maur-des-Fossés-Ouest gồm phần tây bắc của xã Saint-Maur-des-Fossés. Xã này được chia thành hai tổng khác: tổng Saint-Maur-des-Fossés-Centre và tổng Saint-Maur-La Varenne.
| Xã                    | Dân số | Mã bưu chính | Mã insee |
| --------------------- | ------ | ------------ | -------- |
| Saint-Maur-des-Fossés | 75.214 | 94 100       | 94 068   |